# AON Open Challenger
O AON Open Challenger ou Challenger de Genoa é um torneio de tênis realizado anualmente desde 2003 em piso de saibro, em Genova, Itália, válido pelo ATP Challenger Tour.

## Edições

### Simples
| Ano  | Campeão            | Vice-Campeão        | Placar        |
| ---- | ------------------ | ------------------- | ------------- |
| 2003 | Óscar Hernández    | Vincenzo Santopadre | 6-2, 6-2      |
| 2004 | Juan Antonio Marin | Edgardo Massa       | 7-5, 6-4      |
| 2005 | Potito Starace     | Flavio Cipolla      | 6-3, 7-6      |
| 2006 | Gorka Fraile       | Potito Starace      | 6-4, 3-6, 6-4 |
| 2007 | Flavio Cipolla     | Gianluca Naso       | 6-2, 6-7, 7-5 |
| 2008 | Fabio Fognini      | Gianluca Naso       | 6-4, 6-3      |
| 2009 | Alberto Martin     | Carlos Berlocq      | 6-3, 6-3      |
| 2010 | Fabio Fognini      | Potito Starace      | 6–4, 6–1      |
| 2011 | Martin Kližan      | Leonardo Mayer      | 6–3, 6–1      |
| 2012 | Albert Montañés    | Tommy Robredo       | 6–4, 6–1      |

### Duplas
| Ano  | Campeão                                 | Vice-Campeão                        | Placar              |
| ---- | --------------------------------------- | ----------------------------------- | ------------------- |
| 2003 | Daniele Bracciali Vincenzo Santopadre   | Daniele Giorgini Potito Starace     | 6-3, 6-2            |
| 2004 | Emilio Benfele Alvarez Alex Lopez Moron | Massimo Bertolini Tom Vanhoudt      | 6-3, 6-4            |
| 2005 | Leonardo Azzaro Sergio Roitman          | Marco Pedrini Andrea Stoppini       | 6-1, 6-4            |
| 2006 | Adriano Biasella Marcelo Charpentier    | Jamie Delgado Jamie Murray          | 6-4, 4-6, [13-11]   |
| 2007 | Daniele Giorgini Simone Vagnozzi        | Simone Bolelli Flavio Cipolla       | 6-3, 6-1            |
| 2008 | Gianluca Naso Walter Trusendi           | Stefano Galvani Domenico Vicini     | 6-2, 7-6            |
| 2009 | Daniele Bracciali Alessandro Motti      | Amir Hadad Harel Levy               | 6–4, 6–2            |
| 2010 | Andre Begemann Martin Emmrich           | Brian Battistone Andreas Siljeström | 1–6, 7–6(3), [10–7] |
| 2011 | Dustin Brown Horacio Zeballos           | Jordan Kerr Travis Parrott          | 6–2, 7–5            |
| 2012 | Andre Begemann Martin Emmrich           | Dominik Meffert Philipp Oswald      | 6–3, 6–1            |